# 威尔士国家艺术节
威尔士国家艺术节 ，或译国家诗歌音乐艺术节，是威尔士举行的一个大型音乐节。它在八月的第一周举办，为期八天，是欧洲最大的音乐和诗歌节，参赛者可达六千人，观众超过15万 。
从1950年起，所有节目比赛都需使用威尔士语进行，只有拉丁语弥撒是例外。

## 历史

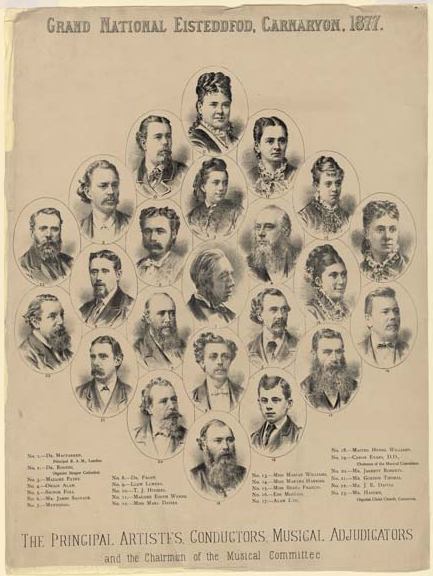
1877年卡那封国家艺术节的广告

据威尔士国家博物馆，该节日的历史可以追溯到 1176 年里斯勋爵在卡迪根城堡举行的一场吟游诗人比赛。此后，威尔士很多地方都曾举办过这种形式的音乐节。但国家级的节日要追溯到1861年的阿伯德尔。
1940年第二次世界大战期间，因担心成为轰炸目标，艺术节没有实地举行，而由BBC以广播形式播放。
由于国际COVID-19疫情，2020年的艺术节推迟一年，使得该年成为1914年一战后首次没有举办艺术节的年份。